# 新大港保安宮
新大港保安宮，是臺灣高雄市三民區新大港的廟宇，主奉閩南醫神保生大帝（大道公）。由舊大港保安宮分出。

## 廟史
日治時期昭和十二年（1937年），因日本政府實施都市計劃被迫自前驛遷村至現址，迨至民國四十八年（1959年）改組成立財團法人並登記組織董監事會，決議興建新大港保安宮；於民國五十一年（1962年）六月動工興建，民國五十四年（1965年）三月先完成大殿工程，同年農曆三月十二日迎請 保生大帝及諸神之金身入廟安座，其餘工程延至民國五十七年（1968年）全部竣工。
民國九十二年（2003年）六月第七屆董監事會決議擴建東西廂副殿，民國一O一年（2012年）九月月老殿竣工謝土安座。

## 祀神
- 正殿：保生大帝（從神：持印神將、持劍神將）、玉皇上帝、玄天上帝、關聖帝君、中壇元帥、註生娘娘、福德正神[2]

- 文昌殿：梓潼帝君、魁斗星君、朱衣帝君[3]

- 太歲殿：太歲星君、斗姥元君、左輔洞明星君、右弼隱光星君[4]

- 月老殿：月下老人[5]

## 外部連結
- 官方网站
- 新大港保安宮的Facebook專頁